# Timber Timbre
I Timber Timbre sono un gruppo musicale canadese, originario dell'Ontario e attivo dal 2005.

## Storia del gruppo
Dopo aver pubblicato in modo indipendente i primi due album “Cedar Shakes” (2006) e, “Medicinals” (2007), firmano con la label Out of This Spark con cui pubblicano il loro terzo omonimo album nel 2009. Dopo il passaggio alla Arts & Crafts l’album viene ripubblicato a livello internazionale e, dopo aver ricevuto una nomination ai 2009 Polaris Music Prize viene eletto album dell’anno dalla rivista Eye Weekly.
Nel 2011 pubblicano il loro quarto album in studio intitolato “Creep on Creepin’ on” che risulta essere tra i primi dieci album nominati al 2011 Polaris Music Prize, premio vinto da The Suburbs degli Arcade Fire. L’anno successivo fanno da supporter al tour inglese della cantante folk britannica Laura Marling ed al tour statunitense della canadese Leslie Feist.
Tornano con “Hot Dreams”, un nuovo album di inediti, nel 2014: come i precedenti, anche questo album è tra le cinque nomination al 2014 Polaris Music Prize.
Nel 2017, anticipato dai singoli "Sewer Blues" e "Velvet Gloves & Spit", esce il sesto album della band intitolato “Sincerely, Future Pollution”

## In TV e nei cinema
Alcune tracce, per esempio “Magic Arrow”, sono state inserite in serie tv di rilievo come Breaking Bad, The Good Wife, Orange Is the New Black e Russian Doll, oltre che in film come Le squillo della porta accanto, The Last Exorcism - Liberaci dal male, The Gambler e "Bottom of the world". "There is a cure" da "Medicinals" è la sigla della serie investigativa di Discovery Italia, Torbidi delitti. Il brano "Sewer Blues" viene inserito nella colonna sonora del quarto episodio della miniserie Hausen.

## Stile
Il suono dei Timber Timbre è stato descritto come basato su un blues grezzo e paludoso e definito "stupendo blues contratto, proveniente da un altro universo", il che lo rende ottimo per atmosfere da film e spaventose.

## Formazione
- Taylor Kirk - voce, chitarra, basso, tastiere
- Simon Trottier - autoharp, chitarre
- Mathieu Charbonneau - tastiere
- Mark Wheaton - batteria

## Ex membri
- Mika Posen - violino, viola, tastiere
- Michael Milosh - basso
- Olivier Fairfield - batteria

## Discografia
Album
- 2006 - Cedar Shakes
- 2007 - Medicinals
- 2009 - Timber Timbre
- 2011 - Creep On Creepin' On
- 2014 - Hot Dreams
- 2017 - Sincerely, Future Pollution
- 2023 - Lovage